# Nothobomolochus
Nothobomolochus is een geslacht van eenoogkreeftjes uit de familie van de Bomolochidae. De wetenschappelijke naam van het geslacht is voor het eerst geldig gepubliceerd in 1962 door Willem Vervoort van het Rijksmuseum van Natuurlijke Historie te Leiden.
Vervoort creëerde dit geslacht als vervanging van het subgenus Pseudobomolochus van Bomolochus (beschreven door Yamaguti in 1939). Hij nam als de typesoort Nothobomolochus managatuwo (oorspronkelijke naam: Bomolochus (Pseudobomolochus) managatuwo Yamaguti, 1939). Deze soortnaam is later aangeduid als een synoniem van de geaccepteerde naam Nothobomolochus triceros.
Vervoort deelde naast de typesoort nog de volgende soorten in dit geslacht in:
- Nothobomolochus scomberesocis (was Bomolochus scomberesocis Krøyer, 1863);
- Nothobomolochus cornutus (was Bomolochus cornutus Claus, 1864);
- Nothobomolochus saetiger (was Artacolax saetiger C.B. Wilson, 1911);
- Nothobomolochus triceros (was Bomolochus triceros Bassett-Smith, 1898);
- Nothobomolochus denticulatus (was Bomolochus denticulatus Bassett-Smith, 1898);
- Nothobomolochus multispinosus (was Bomolochus multispinosa  Gnanamuthu, 1949);
- Nothobomolochus cypseluri (was Bomolochus cypseluri Yamaguti, 1953);
- Nothobomolochus gibber (was Bomolochus gibber Shiino, 1957);
- Nothobomolochus lateolabracis (was Artacolax lateolabracis Yamaguti & Yamasu, 1959);
- plus het door hem nieuw beschreven eenoogkreeftje Nothobomolochus epulus.

Het zijn parasieten die in de kieuwholten van vissen leven.

## Soorten
- Nothobomolochus atlanticus Avdeev, 1978
- Nothobomolochus chilensis Avdeev, 1974
- Nothobomolochus cornutus (Claus, 1864)
- Nothobomolochus cresseyi Timi & Sardella, 1997
- Nothobomolochus cypseluri (Yamaguti, 1953)
- Nothobomolochus denticulatus (Bassett-Smith, 1898)
- Nothobomolochus digitatus Cressey, in Cressey & Collette, 1970
- Nothobomolochus elegans Avdeev, 1977
- Nothobomolochus epulus Vervoort, 1962
- Nothobomolochus exocoeti Avdeev, 1978
- Nothobomolochus fradei Marquès, 1965
- Nothobomolochus gazzae (Shen, 1957)
- Nothobomolochus gerresi Pillai, 1973
- Nothobomolochus gibber (Shiino, 1957)
- Nothobomolochus kanagurta (Pillai, 1965)
- Nothobomolochus lateolabracis (Yamaguti & Yamasu, 1959)
- Nothobomolochus lizae Ho & Lin, 2005
- Nothobomolochus longisaccus Ho & Lin, 2005
- Nothobomolochus marginatus Avdeev, 1986
- Nothobomolochus multispinosus (Gnanamuthu, 1949)
- Nothobomolochus neomediterraneus El-Rashidy & Boxshall, 2011
- Nothobomolochus ovalis Avdeev, 1977
- Nothobomolochus oxyporhamphi Avdeev, 1977
- Nothobomolochus paruchini Avdeev, 1978
- Nothobomolochus pulicatensis Kaliyamurthy, 1990
- Nothobomolochus quadriceros Pillai, 1973
- Nothobomolochus saetiger (Wilson C.B., 1911)
- Nothobomolochus sagaxi Avdeev, 1986
- Nothobomolochus scomberesocis (Krøyer, 1863)
- Nothobomolochus sigani Hameed & Kumar, 1988
- Nothobomolochus teres (Wilson C.B., 1911)
- Nothobomolochus thambus Ho, Do & Kasahara, 1983
- Nothobomolochus triceros (Bassett-Smith, 1898)
- Nothobomolochus trichiuri Pillai & Natarajan, 1977
- Nothobomolochus vervoorti Avdeev, 1986